# Jane Wigleyová
Jane Nina Wigleyová (nepřechýleně Jane Nina Wigley; 4. listopadu 1806 – 1883, Londýn) byla jednou z prvních britských komerčních fotografek, která provozovala studia v Newcastlu a Londýně.

## Životopis
Narodila se 4. listopadu 1806. Wigleyová koupila licenci pro 'Newcastle, Gateshead a okolní města' od majitele patentu Richarda Bearda k provozování procesu daguerrotypie a otevřela studio na adrese Royal Arcade, Newcastle upon Tyne v září 1845. V červnu 1847 přestěhovala svůj podnik do Londýna, kde vyráběla barevné nebo smaltované daguerrotypie na adrese King's Road, Chelsea (1847–1848) a Fleet Street (1848–1855). Wigleyová byla zřejmě průkopnicí v použití hranolu ve fotoaparátu za účelem obrácení daguerrotypního obrazu.